# كورنيليس ترومب
كورنيليس ترومپ (بالهولنديَّة: Cornelis Tromp) (3 سپتمبر 1629 - 29 مايو 1691) كان قائدًا هولنديًا وأدميرال البحرية الهولندية والدنماركية. يُعد ترومپ من أشهر القادة في تاريخ البحرية الهولنديَّة وأكثرهم طموحًا وقد شهد عدة حروب أهمها الحروب الإنجلوهولندية والحرب السكونية؛ تخليدًا لذكراه اختارته وزارة الدفاع الهولنديَّة ليكون «بطل البحرية» في هولندا.

## حواشٍ
1. ↑  بالهولندية:Cornelis Tromp
2. ↑  وتحديدًا في عهد الجمهورية الهولندية.
3. ↑  من طوائف المسيحية وكانت منتشرة إبان فترة جمهورية هولندا التي عاصرها الأميرال كورنيليس ترومپ.
4. ↑  (1676–1678)
5. ↑  إلى جانب أبيه الإدميرال الشهير مارتن ترومب.